# Боссе-Гриффитс, Кете
Кете Боссе-Гриффитс (16 июля 1910, Виттенберг — 4 апреля 1998, Суонси) была выдающимся египтологом. Родившись в Германии, она переехала в Великобританию как политическая беженка и вышла замуж за валлийца. Она стала писательницей на валлийском языке и внесла уникальный вклад в валлийскую литературу.

## Ранние годы
Кете Боссе родилась в Виттенберге в Германии в 1910 году и была второй из четырёх детей. Её отец, Поль Боссе (1881—1947), был выдающимся гинекологом и главой городской больницы Виттенберга. Её мать Кете Боссе (урожденная Левин, 1886—1944) была еврейкой по происхождению, но Боссе была воспитана в традиции лютеранской церкви. После окончания средней школы в своём родном городе она поступила в Мюнхенский университет, где в 1935 году получила степень доктора философии и египтологии. Её диссертация была посвящена человеческой фигуре в позднеегипетской скульптуре. Вскоре после этого она начала работать в отделе египтологии и археологии Берлинских государственных музеев, но её и её отца уволили со своих постов, когда выяснилось, что её мать еврейка.
Боссе избежала преследований нацистов и уехала из Германии в Великобританию в 1936 году. Она работала ассистенткой зоолога и классического учёного Дарси Вентворта Томпсона. Она нашла исследовательскую работу в Музее Питри в Университетском колледже Лондона, а затем в Музее Эшмола в Оксфорде. В 1938 году, будучи старшим членом Сомервильского колледжа в Оксфорде, она познакомилась с коллегой-египтологом и студентом-исследователем Дж. Гвином Гриффитсом. Гриффитс, валлийский ученый-антиковед, вырос в Рондде и окончил Университетский колледж Кардиффа (ныне Кардиффский университет), где его увлечение Древним Египтом зародила Кэтлин Фриман.
Боссе и Гриффитс вернулись в Рондду и поселились в деревне Пентре на проспекте Святого Стефана, 14. Гриффитс был назначен учителем в школе округа Порт. Они поженились в 1939 году. У Боссе и Гриффитса было два сына, Робат Гриффит (1943 г.р.) и Хейни Гриффит (1946 г.р.).
Во время Второй мировой войны Боссе-Гриффитс и её муж основали в своём доме Круг Кадугана, авангардную литературную и интеллектуальную группу, в состав которой входили Пеннар Дэвис и Райдвен Уильямс. Среди этих носителей языка и литераторов Боссе-Гриффитс полюбила валлийский язык. В те же годы в Германии мать Боссе-Гриффитс умерла в Равенсбрюке, печально известном концлагере для женщин. Её братья Гюнтер и Фриц оба были заключены в тюрьму, а затем находились в концлагере Цёшен. Приказ об их уничтожении ближе к концу войны не был выполнен. Её сестра Дороти была заключена в тюрьму на шесть недель, но была освобождена.

## Академическая и литературная карьера
В конце 1960-х годов Кете с мужем побывала в Египте. В результате Кете написала книгу «Tywysennau o’r Aifft».
В 1971 году, когда её муж стал лектором в Университете Суонси, Боссе вместе с ним переехала в Аплендс, а затем в Скетти в Суонси. Она стала хранителем археологии музея Суонси и оставалась в этой должности в течение 25 лет, курируя коллекции почти до самой смерти. Она помогла перенести египетскую коллекцию сэра Генри Велкама из хранилища в Департамент классики в Суонси, где Босс-Гриффитс провела следующие двадцать лет, исследуя 5000 предметов коллекции. Коллекция Велкама сейчас хранится в Египетском центре Университета Суонси.
Умерла в Суонси 4 апреля 1998 года и похоронена на кладбище Морристон.
Боссе-Гриффитс публиковалась на валлийском языке, писала о немецких пацифистских движениях в Mudiadau Heddwch yn yr Almaen (1942). Среди её академических работ — Amarna Studies and Other Collected Papers (1955). Она также опубликовала множество статей по археологическим вопросам.
Среди рассказов и романов Кете — Anesmwyth Hoen (1941), Fy Chwaer Efa a Storïau Eraill (1944), Mae’r Galon wrth y Llyw (1957; переиздано с новым введением в 2016 году издательством Honno Welsh Women’s Classics) и Cariadau (1995), а также две книги о путешествиях, Trem ar Rwsia a Berlin (1962) и Tywysennau o’r Aifft (1970). Её романы и рассказы сосредоточены на жизни и табуированных идеях валлийских женщин, таких как аборты, прелюбодеяние и отношения женщин с религией.
Сын Боссе-Гриффитс, Хейни, написал книгу «A Haven from Hitler», в которой рассказывается история её семьи и побега из нацистской Германии.